# Леон (Західна Вірджинія)
Леон (англ. Leon) — місто (англ. town) в США, в окрузі Мейсон штату Західна Вірджинія. Населення — 137 осіб (2020).

## Географія
Леон розташований за координатами 38°44′53″ пн. ш. 81°57′16″ зх. д. / 38.74806° пн. ш. 81.95444° зх. д. (38.748076, -81.954469).  За даними Бюро перепису населення США в 2010 році місто мало площу 0,97 км², з яких 0,83 км² — суходіл та 0,14 км² — водойми.

## Демографія
Згідно з переписом 2010 року, у місті мешкало 158 осіб у 61 домогосподарстві у складі 46 родин. Густота населення становила 163 особи/км².  Було 77 помешкань (80/км²).
Расовий склад населення:
| - 98,1 % — білих - 0,6 % — чорних або афроамериканців |

До двох чи більше рас належало 1,3 %. Частка іспаномовних становила 0,0 % від усіх жителів.
За віковим діапазоном населення розподілялося таким чином: 15,8 % — особи молодші 18 років, 59,5 % — особи у віці 18—64 років, 24,7 % — особи у віці 65 років та старші. Медіана віку мешканця становила 43,6 року. На 100 осіб жіночої статі у місті припадало 100,0 чоловіків;  на 100 жінок у віці від 18 років та старших — 114,5 чоловіків також старших 18 років.
Середній дохід на одне домашнє господарство  становив 33 763 долари США (медіана — 31 786), а середній дохід на одну сім'ю — 31 958 доларів (медіана — 30 625). Медіана доходів становила 30 714 долари для чоловіків та 26 667 доларів для жінок. За межею бідності перебувало 40,6 % осіб, у тому числі 50,0 % дітей у віці до 18 років та 16,7 % осіб у віці 65 років та старших.
Цивільне працевлаштоване населення становило 30 осіб. Основні галузі зайнятості: роздрібна торгівля — 33,3 %, оптова торгівля — 13,3 %, публічна адміністрація — 10,0 %, мистецтво, розваги та відпочинок — 10,0 %.